# Аттіла Гроспетер
Аттіла Гроспетер (угор. Grószpéter Attila; 9 червня 1960, Годмезевашаргей) – угорський шахіст, гросмейстер від 1986 року.

## Шахова кар'єра
Наприкінці 70-х років ХХ століття належав до когорти найсильніших угорських юніорів, представляв свою країну на чемпіонаті світу серед юнаків (у категоріях до 16, 18 i 20 років), а також Європи (до 20-ти років). 1978 року вперше виступив у фіналі чемпіонату Угорщини в особистому заліку, поділивши 3-тє  місце (разом із, зокрема, Іваном Фараґо). Успіх цей повторив два роки по тому, поділивши 3-тє місце з Ласло Хазаї. Крім того, 1984 року здобув на чемпіонаті країни бронзову медаль. Найвищого успіху у тих розіграшах досягав у 1993 i 1995 роках, двічі здобувши срібну медаль.
Неодноразово брав участь у міжнародних турнірах. Серед успіхів можна відзначити: Пловдив (1982, посів 1-ше місце), Копенгаген (1988, поділив 2-ге місце після Рафаеля Ваганяна), Кечкемет (1992, поділив 1-ше місце разом з Костянтином Асєєвим; 1993, поділив 2-ге місце позаду Сергія Загребельного, разом з Андрашем Адор'яном; 1994, поділив 2-ге місце після Артура Когана, разом із, зокрема, Золтаном Дьїмеши; 1997, поділив 2-ге місце після Золтана Варги, разом з, в тому числі, Артуром Якубєцом), Будапешт (1993, поділив 2-ге місце після Івана Фараґо, разом з Андрашем Адор'яном), Залакарош (1995, поділив 1-ше місце разом із, зокрема, Дьюлою Саксом i Золтаном Варгою; 1996, поділив 1-ше місце разом з, в тому числі, Іштваном Чомом), Відні (1996, поділив 2-ге місце після Ілії Балінова, разом з Петаром Поповичем i Павелом Блатним), Дьюла (1998, посів 1-ше місце), Хампстед (1998, поділив 1-ше місце разом зі Стеффеном Педерсеном), Пакш (1999, посів 2-ге місце після Бу Сянчжі; 2001, посів 1-ше місце), Залакарос (2002, поділив 1-ше місце разом із, зокрема, Йожефом Хорватом i Аттілою Чебе), Сомбатгей (2004, поділив 1-ше місце),  Пакш (2007, посів 1-ше місце).
У 1980-х роках належав до провідних учасників збірної Угорщини. Тричі (1982, 1984, 1990) взяв участь у шахових олімпіадах. Двічі (1985, 1989) - у командних чемпіонатах світу (здобув дві медалі: 1985 року - срібну разом з командою, 1989 року - золоту в особистому заліку на 3-й шахівниці). Двічі (1983, 1989) - у командних чемпіонатах Європи (також здобув дві медалі: 1983 року - бронзову в командному заліку, 1989 року - срібну в особистому заліку на 4-й шахівниці).
Найвищий рейтинг у кар'єрі мав станом на 1 січня 1996 року (2565 пунктів), крім того найвищим місцем у рейтинг-листі ФІДЕ було 75-те, яке посідав 1 липня 1990 року (досягнувши 2555 пунктів). Якийсь час посідав 5-те місце серед угорських шахістів, після Золтана Ріблі (2610), Дьюли Сакса (2600), Лайоша Портіша (2590) i Йожефа Пінтера (2565).

## Зміни рейтингу
| На цьому місці має відображатися графік чи діаграма, однак з технічних причин його відображення наразі вимкнено. Будь ласка, не видаляйте код, який викликає це повідомлення. Розробники вже працюють для того, щоби відновити штатне функціонування цього графіка або діаграми. | |
| | На цьому місці має відображатися графік чи діаграма, однак з технічних причин його відображення наразі вимкнено. Будь ласка, не видаляйте код, який викликає це повідомлення. Розробники вже працюють для того, щоби відновити штатне функціонування цього графіка або діаграми. |